# Aušra (dwutygodnik)
Aušra – dwutygodnik mniejszości litewskiej w Polsce, wydawany w języku litewskim w Puńsku.

## Historia
Wydawanie litewskojęzycznego pisma – które mogło donieść żywy litewski język literacki do Litwinów zamieszkałych w Polsce – było jednym z głównych celów działalności powstałego w 1957 Litewskiego Towarzystwa Społeczno-Kulturalnego. Starania o powołanie litewskiego czasopisma początkowo nie przynosiły rezultatu, mimo że swoje periodyki miały już od 1956 inne mniejszości narodowe. Pierwszy numer pisma przeznaczonego dla Litwinów ukazał się dopiero we wrześniu 1960 w Warszawie. Nawiązywało ono swoją nazwą do pisma Aušra wydawanego w latach 1883–1886.
Pierwszym redaktorem naczelnym „Aušry” został Zygmunt Stoberski. Tworzone przez niego czasopismo ukazywało się jednak bardzo nieregularnie (do 1972 ukazało się tylko siedemnaście numerów). Dodatkowo geograficzne oddalenie redakcji od tradycyjnych miejsc zamieszkania polskich Litwinów utrudniało kontakt ze społecznością litewską. Sprawiało to, iż działacze LTS-K stale domagali się zbliżenia poruszanej w czasopiśmie tematyki do spraw Suwalszczyzny.
Postulaty mniejszości litewskiej zostały zrealizowane dopiero w 1972, gdy redakcję pisma przeniesiono do Puńska, natomiast skład, druk i makietowanie do Białegostoku. Pierwszym numerem „Aušry”, który ukazał się na Suwalszczyźnie, był osiemnasty numer pisma z lipca 1972. Funkcję redaktora naczelnego pełnił wówczas przez krótki czas miejscowy nauczyciel Jan Karciauskas, który nadzorował jeszcze wydanie numeru dziewiętnastego w marcu 1973.
Od numeru dwudziestego z 1973 pismo wydawane było jako kwartalnik, a jego redakcję przeniesiono do Sejn. Wydawcą czasopisma zostało Białostockie Wydawnictwo Prasowe RSW „Prasa-Książka-Ruch”, a funkcję redaktora naczelnego przejął przewodniczący Zarządu Głównego LTS-K Eugeniusz Pietruszkiewicz. W 1978 zmieniono szatę graficzną pisma, zaczęło się ono również ukazywać w wygodniejszym formacie B5.
30 września 1984 Pietruszkiewicz złożył rezygnację z funkcji redaktora naczelnego, by przejść do redakcji suwalskiego tygodnika „Krajobrazy”, a jego obowiązki przejęła Waldemara Malinowska, dotychczasowa pracownica KW PZPR w Suwałkach. Fakt, iż nowa redaktorka została Litewskiemu Towarzystwu Społeczno-Kulturalnemu narzucona z zewnątrz, był podstawą pogłębiającego się konfliktu między nią, Radą Programową „Aušry” i władzami LTS-K. Jedną z odsłon konfliktu stało się przeniesienie w 1987 siedziby redakcji z lokalu LTS-K do Miejsko-Gminnego Komitetu PZPR w Sejnach. Kilkukrotne próby odwołania Waldemary Malinowskiej ze stanowiska (plenum ZG LTS-K w grudniu 1987,  X Zjazd LTS-K w maju 1988) spotykały się z oporem władz partyjnych. Konflikt między redakcją a LTS-K prowadził do spadku popularności pisma, objawiającej się gwałtownym odpływem prenumeratorów pod koniec lat osiemdziesiątych.
Zmiana na stanowisku redaktora naczelnego nastąpiła dopiero na początku 1989, gdy funkcję tę przejęła popierana przez LTS-K Alicja Sitarska z Puńska. Na początku 1990 redakcja wycofała się z państwowego wydawnictwa i przekształciła czasopismo w miesięcznik, a sprawy wydawnicze formalnie przejęło Litewskie Towarzystwo Społeczno-Kulturalne. W styczniu 1991 ukazał się setny numer pisma. Na początku lat 90. jego nakład wynosił około 4 tysięcy egzemplarzy, z czego połowę rozprowadzano na Litwie. Niekorzystnie na wielkość nakładu rozprowadzanego za granicą wpłynęła późniejsza decyzja litewskiego Ministerstwa Kultury, który ograniczyło dotację do sprzedaży czasopisma.
Od 1993 pismo ukazuje się jako dwutygodnik. 14 kwietnia 1993 Rada Stowarzyszenia Litwinów w Polsce (następcy LTS-K) powołała Wydawnictwo „Aušra”, któremu przekazano tworzenie tygodnika. Siedzibą zarówno redakcji, jak i wydawnictwa stał się budynek Urzędu Gminy w Puńsku. Od 1997 obowiązki redaktora naczelnego pełni Irena Gasperowicz, która jako pierwszy redaktor naczelny w historii pisma wyłoniona została w drodze konkursu.

## Tematyka
Czasopismo zamieszcza artykuły dotyczące spraw litewskiej społeczności zamieszkałej na Suwalszczyźnie, historii, kultury i tradycji Litwy, problemów relacji polsko-litewskich.

## Redaktorzy naczelni
Stanowisko redaktora naczelnego „Aušry” obejmowali kolejno:
1. Zygmunt Stoberski – od 1960 do 1971
2. Jan Karciauskas – od 1972 do 1973
3. Eugeniusz Pietruszkiewicz – od 1973 do 1984
4. Waldemara Malinowska – od 1984 do 1989
5. Alicja Sitarska – od 1989 do 1996
6. Irena Gasperowicz – od 1996